# Blanche Lazzell
Blanche Lazzell, née le 10 octobre 1878 dans le comté de Monongalia en Virginie-Occidentale et morte le 1er juin 1956 à Bourne dans le Massachusetts, est une peintre, graveuse et designer américaine. Connue surtout pour ses gravures sur bois à lignes blanches, elle est une des premières artistes modernistes américaines, apportant des éléments de cubisme et de l'abstraction à son art.
Née dans une petite communauté agricole, Blanche Lazzell voyage deux fois en Europe, étudiant à Paris avec les artistes français Albert Gleizes, Fernand Léger et André Lhote. En 1915, elle commence à passer ses étés dans la communauté artistique de Cape Cod à Provincetown, Massachusetts et finit par s'y installer définitivement. Elle est l'un des membres fondateurs des Provincetown Printers, un groupe d'artistes qui expérimentent une technique de gravure sur bois à lignes blanches basée sur les estampes japonaises ukiyo-e.

## Biographie

### Petite enfance et éducation
Nettie Blanche Lazzell naît le 10 octobre 1878, dans une ferme près de Maidsville (en), une petite localité rurale en Virginie-Occidentale, de Mary Prudence Pope et de Cornelius Carhart Lazzell. Son père est un descendant direct du révérend Thomas et de Hannah Lazzell, des pionniers qui se sont installés dans le comté de Monongalia après la guerre d'indépendance américaine. Les Lazzell sont de fervents méthodistes, fréquentant l'église épiscopale méthodiste de Bethel. Neuvième des dix enfants, elle est surnommée « Pet » par son frère aîné Rufus, un nom que sa famille continuera d'utiliser tout au long de sa vie. Elle grandit dans la ferme familiale de 200 acres (0,81 km²), fréquentant une école de rang sur la propriété où les élèves de la première à la huitième année reçoivent un enseignement d'octobre à février. Sa mère meurt quand elle a douze ans.
Quand Blanche Lazzell a quinze ans, elle s'inscrit au West Virginia Conference Seminary (maintenant West Virginia Wesleyan College) à Buckhannon. Probablement quelque temps avant son entrée dans cette école, elle devient partiellement sourde, bien que l'origine exacte de son état ne soit pas claire. En 1894, elle se fait soigner par un médecin de Baltimore qui attribue sa surdité au catarrhe, une inflammation des muqueuses.
En 1899, Blanche Lazzell s'inscrit au South Carolina Co-education Institute. Après avoir obtenu son diplôme plus tard dans l'année, elle devient enseignante à la Red Oaks School de Ramsey, en Caroline du Sud. Au printemps 1900, elle retourne à Maidsville, où elle donne des cours particuliers à sa jeune sœur, Bessie.
Blanche Lazzell est inscrite à l'université de Virginie-Occidentale (WVU) en 1901 et décide d'étudier les beaux-arts. Bien que ses études soient payées par son père, elle tient un compte strict de ses dépenses et prend un travail de coloriage de photos à Frieds, un studio de Morgantown. Elle suit les cours de dessin et d'histoire de l'art de William J. Leonard et étudie avec Eva E. Hubbard. En juin 1905, Lazzell obtient son diplôme des beaux-arts. Elle  continue à étudier à l'université de Virginie de temps en temps jusqu'en 1909, poursuivant ses études d'art et remplaçant deux fois Hubbard comme professeur de peinture. Pendant cette période, elle apprend la céramique, la gravure sur or et la décoration de porcelaine[réf. à confirmer].
Elle s'inscrit à l'Art Students League de New York en 1908 où elle étudie auprès des peintres Kenyon Cox et William Merritt Chase,,. Georgia O'Keeffe est présente dans cette école au cours de la même période, mais il n'est pas certain que les deux assistent aux cours ensemble. En 1908, le père de Blanche Lazzell meurt et elle quitte la Art Students League.

### Voyages en Europe
Blanche Lazzell embarque à bord du SS Ivernia, un paquebot de la Cunard, le 3 juillet 1912, à destination de l'Europe dans le cadre d'un voyage d'été organisé par l'American Travel Club. La tournée commence en Angleterre et se poursuit à travers les Pays-Bas, la Belgique et l'Italie, où Lazzell étudie l'architecture des églises. En août, elle quitte la tournée et se rend à Paris, où elle séjourne dans une pension à Montparnasse sur la rive gauche. Elle assiste à des conférences de Florence Heywood et de Rossiter Howard, évite la vie de café et rejoint l'auberge des étudiants sur le boulevard Saint-Michel. Pendant son séjour à Paris, Lazzell suit des cours à l'Académie de la Grande Chaumière, l'Académie Julian et l'Académie Delécluse, pour finalement s'installer à l'Académie Moderne où elle étudie avec le peintre post-impressionniste Charles Guérin et David Rosen. C'est à l'Académie Moderne, associée à l'avant-garde parisienne, que Lazzell se sent le plus à l'aise. En février 1913, elle entreprend une tournée de six semaines en Italie avec quatre autres jeunes femmes. Le quintette retourne à Paris via l'Allemagne où Blanche Lazzell prend son premier verre de bière à Munich. En avril, elle consulte un spécialiste de l'oreille qui lui retire une excroissance à l'arrière de la gorge, ce qui entraîné ce qu'elle qualifie de « légère amélioration » de son audition. Elle continue à étudier avec Charles Guérin ; celui-ci reconnaît le penchant de Blanche Lazzell pour l'art du paysage. Blanche Lazzell prolonge son séjour en France et assiste à des conférences au Louvre concernant la peinture flamande, l'art néerlandais et la Renaissance italienne. Elle rentre aux États-Unis fin septembre, en partant de Londres sur le SS Arabic de la White Star Line.
De retour à Morgantown, Blanche Lazzell se concentre sur la peinture et vit avec sa sœur Bessie. En décembre 1914, elle organise une exposition personnelle qui comprend ses croquis et ses peintures. Elle loue un atelier où elle enseigne l'art tout en subvenant à ses besoins grâce à la vente de porcelaine peinte à la main.

### Provincetown
Manquant de stimulation artistique à Morgantown, Blanche Lazzell se rend à Provincetown, dans le  Massachusetts, en 1915. Déjà colonie d'artistes, le village de Provincetown est un haut lieu pour les artistes européens fuyant la Première Guerre mondiale. Stella Johnson et Jessie Fremont Herring, deux des compagnes de voyage de Blanche Lazzell lors de sa tournée en Italie, s'y trouvent déjà et Blanche Lazzell reste chez la mère de Johnson. Cet été-là, elle suit un cours de peinture en plein air le matin de Charles Webster Hawthorne à son école d'art de Cape Cod où elle est exposée à la couleur et à la technique fauviste,. Elle retourne à Morgantown à l'automne et organise une exposition dans son atelier en octobre.
Blanche Lazzell retourne à Provincetown l'été suivant et demande à Oliver Chaffee, professeur de peinture, de lui enseigner la technique de la gravure sur bois à lignes blanches innovée par BJO Nordfeldt et adoptée par un groupe d'artistes qui avaient passé l'hiver précédent à Provincetown. Les gravures sur bois à ligne blanche sont inspirées des estampes japonaises ukiyo-e, mais n'utilise qu'un seul bloc de bois. Des dessins sont gravés à la surface des blocs de bois, les lignes incisées séparant les sections des blocs. Les sections sont peintes et imprimées individuellement sur du papier, les parties gravées formant des lignes blanches. Blanche Lazzell et d'autres artistes spécialisés dans la technique des lignes blanches forment les Provincetown Printers, un collectif d'artistes qui allait plus tard être reconnu au niveau national. Vers la fin de 1916, elle se rend à Manhattan où elle étudie avec Homer Boss et fait une analyse des couleurs avec William E. Schumacher. Deux de ses pièces dans le style de ligne blanche sont exposées à l'exposition annuelle de la Provincetown Art Association en 1917.
« Originality, Simplicity, Freedom of Expression, and above all Sincerity, with a clean cut block, are characteristics of a good wood block print. »
— Blanche Lazzell.
        
« L'originalité, la simplicité, la liberté d'expression et surtout la sincérité, avec un bloc coupé net, sont les caractéristiques d'une bonne gravure sur bois. »
.
À l'été 1917, elle passe du temps à Byrdcliffe Colony, une colonie d'artistes à Woodstock dans l'État de New York,. Là, elle étudie avec William Schumacher, sous la direction duquel elle réalise sa première gravure sur bois en couleur. Elle étudie également avec William Zorach et Andrew Dasburg. Au cours de l'été 1918, Blanche Lazzell s'installe définitivement à Provincetown, transformant en atelier une vieille maison de pêcheur surplombant le port du village. Elle passe les hivers à Morgantown et Manhattan jusqu'en 1922, revenant toujours à Provincetown pour l'été. En plus de son implication avec les imprimeurs locaux, Blanche Lazzell est membre de la Provincetown Art Association et du Sail Loft Club, le club d'art féminin du village.
Bien que l'atmosphère bohème de Provincetown contraste avec l'attitude conservatrice de Blanche Lazzell, elle s'entoure d'un cercle d'amis très proches, dont Ada Gilmore, Agnes Weinrich et Otto Karl Knaths. Elle devient proche de Simeon C. Smith, un ancien professeur d'anglais de l'UVA qui avait pris sa retraite à Provincetown. Elle passe Thanksgiving avec la famille de celui-ci en 1918 et, bien que le couple se soit engagé dans une relation amoureuse, ils ne se sont jamais mariés.
En 1919, Blanche Lazzell est présentée dans une exposition à Manhattan à la Touchstone Gallery aux côtés de Weinrich, de Mary Kirkup et de Flora Schoenfeld. Plus tard cette année-là, les imprimeurs de Provincetown sont présentés à l'exposition du Detroit Institute of Arts "Wood Block Prints in Color by American Artists". Cette exposition comprend la représentation de Blanche Lazzell de la rivière Monongahela à Morgantown The Monongahela, qui est coupée à Byrdcliffe dans l'atelier de William E. Schumacher. Les critiques et les galeries associent les imprimeurs de Provincetown aux  écoles de peinture modernistes et le collectif d'artistes continue à bénéficier d'une exposition nationale au cours des années suivantes avec des expositions à Chicago, Los Angeles, Philadelphie, Baltimore et à la Nouvelle-Orléans.
Blanche Lazzell transforme sa vieille cabane à poissons en un espace personnel et  construit de grandes jardinières autour de son atelier, permettant à la gloire du matin et aux vignes de Madère de pousser jusqu'au toit. Le jardin de son atelier devient une attraction locale et elle organise des thés pour lesquels elle fait des bonbons maison. Pendant cette période, Blanche Lazzell produit des tirages au trait blanc et des monotypes de fleurs et elle donne des cours de peinture et d'impression en relief.

### Retour en Europe
Blanche Lazzell revient en Europe en 1923 avec Tannahill et Kaesche, en tournée en Italie et en passant deux mois à Cassis avant de s'installer à Paris à la fin de l'été. Son amie Flora Schoenfeld la convainc de teindre ses cheveux en rouge à la manière de nombreuses femmes de leur entourage. Pendant son séjour à Paris, elle étudie le cubisme et l'abstraction géométrique aux côtés de Fernand Léger, André Lhote et Albert Gleizes,. Le travail de Blanche Lazzell est exposé au Salon d'automne et à l'American Women's Club en 1923. Elle retourne à Morgantown en août 1924 après que sa sœur Bessie ait donné naissance à un fils.

### Des années plus tard
Blanche Lazzell se rapproche de sa nièce, Frances Reed, pour qui elle est un mentor et un modèle. Pendant six ans, elle fait partie du comité de sélection de l'Exposition Morderne annuelle. Après son retour à Provincetown en 1926, elle démolit son atelier et fait construire un nouveau bâtiment, l'ancienne baraque à poissons étant trop froide pendant l'hiver. Elle participe à une exposition intitulée "Cinquante estampes de l'année" où elle présente ses compositions The Violet Jug and Trees. Elle est particulièrement influencée par Gleizes et produit une série de peintures cubistes synthétiques abstraites basées sur le Nombre d'or, y compris la peinture VIII .
Blanche Lazzell est membre du groupe international d'arts Société Anonyme, Inc. et est invitée par l'artiste et mécène Katherine Dreier pour faire partie de son conseil d'administration en 1928. Elle rejoint ensuite la New York Society of Women Artists et la Society of Independent Artists. Vers la fin de la décennie, Blanche Lazzell commence à incorporer des motifs abstraits dans ses estampes et créé des motifs pour des tapis crochetés . Elle revient à Morgantown à l'hiver 1929 et propose des cours d'art. Parmi ses élèves, figure Ella Sophonisba Hergesheimer (en).
En 1934, Blanche Lazzell est l'une des deux Ouest-Virginiennes qui reçoivent des subventions du Federal Art Project par le biais de la Works Progress Administration. La même année, elle réalise une peinture murale pour une salle d'audience du palais de justice du comté de Monongalia intitulée Justice. La réalisation de la fresque prend quatorze semaines. La murale est actuellement exposée au Musée d'art de l'Université de Virginie-Occidentale à Morgantown, WV. Elle continue à expérimenter avec les gravures sur bois et, en 1935, étudie avec le célèbre expressionniste abstrait allemand Hans Hofmann à Provincetown. La théorie spatiale push / pull de Hofmann est évidente dans l'asymétrie de ses travaux ultérieurs. Les études de Blanche Lazzell sur les fleurs sont inspirées par ses somptueux jardins en pot, tels que Star Phlox (1931). Son imprimé floral de 1948, Pétunia rouge et blanc, remporte le premier prix à l'exposition American Color Print Society. Une collection de ses estampes est conservée au Musée d'art de l'université de Virginie-Occidentale.
En 1956, la santé de Blanche Lazzell commencee à se détériorer et elle est hospitalisée à Bourne dans le Massachusetts, vers la fin du mois de mai pour un accident vasculaire cérébral (AVC) présumé. Après avoir subi un autre AVC, confirmé celui-là, Blanche Lazzell meurt le 1er juin à 77 ans. Elle est inhumée à côté de son père au cimetière Bethel de Maidsville.

## Style artistique
Bien que Blanche Lazzell soit surtout connue pour ses gravures sur bois à la ligne blanche, elle créé également des céramiques, des tapis crochetés, des peintures et des études à la gouache. Les sujets de ses peintures et gravures comprennent des paysages et des scènes de port à Provincetown ainsi que des fleurs et des natures mortes. Ses œuvres abstraites incorporent des éléments du cubisme à la fois synthétique et analytique et comprennent fréquemment des arrangements de formes géométriques aux couleurs vives. Elle fait partie des premières femmes artistes aux États-Unis à travailler dans un style moderniste.
Les peintures de Blanche Lazzell démontrent une utilisation riche et nuancée de la couleur. Elle préfère les pigments à l'aquarelle française qui, à côté du grain des gravures sur bois, créent des lignes en relief et des motifs striés. 
De 1916 à 1955, Blanche Lazzell créé 138 gravures sur bois. En règle générale, les blocs de bois qu'elle grave sont faits de cerisier ou de tilleul et elle ne tire que trois ou quatre gravures de chaque matrice. 
Les expositions actuelles présentant des gravures de Blanche Lazzell incluent généralement également les matrices de bois ayant servies à l'impression. 
Bien qu'elle soit une pionnière dans la technique de la gravure sur bois à lignes blanches et qu'elle joue un rôle dans le développement de l'art abstrait aux États-Unis, l'œuvre de Blanche Lazzell reste dans l'ombre pendant un certain temps. Avec un regain d'intérêt pour l'estampe moderne, et en particulier la gravure sur bois à lignes blanches, la popularité de Blanche Lazzell augmente récemment. Le 3 août 2012, l'imprimé Sail Boat de Blanche Lazzell atteint un montant stupéfiant de 106 200 $ aux enchères.